# Pommérieux
Pommérieux är en kommun i departementet Moselle i regionen Grand Est (tidigare regionen Lorraine) i nordöstra Frankrike. Kommunen ligger i kantonen Verny som tillhör arrondissementet Metz-Campagne. År 2022 hade Pommérieux 728 invånare.

## Befolkningsutveckling
Antalet invånare i kommunen Pommérieux
| Referens: INSEE |